# Hemoreologia
Hemoreologia (gr. haima, krew; rhoia, przepływ; logos, science) — nauka zajmująca się badaniem wpływu ciśnienia płynącej krwi na jej elementy komórkowe oraz na ściany naczyń krwionośnych.
Hemoreologia obejmuje zagadnienia dotyczące przepływu krwi oraz odkształcenia jej elementów (tj. krwinek czerwonych, białych krwinek i płytek krwi). Badania właściwości reologicznych krwi są zarówno nauką podstawową, jak i obszarem zainteresowania klinicznego, gdyż  właściwości te ulegają zmianom w wielu stanach chorobowych. Coraz większa liczba danych wyraźnie wskazuje, że właściwości przepływowe krwi są jednym z podstawowych wyznaczników prawidłowej perfuzji tkanek.